# Церковь Ипатия Гангрского
Церковь Ипа́тия Га́нгрского (Вознесенско-Ипатьевская церковь) — православная церковь московского Китай-города, стоявшая в Ипатьевском переулке, №6.
Церковь Ипатия входила в XV—XVII веках в состав подворья Ипатьевского монастыря, а с 1849 года её передали Антиохийской православной церкви для размещения подворья.
Главный престол — Вознесения Господня; придел — Ипатия Гангрского.
Снесена в 1966-1967 годах.

## История

### Строительство
Церковь Ипатия Гангрского известна с 1472 года.
В XV—XVII веках являлась церковью подворья Ипатьевского монастыря под Костромой.
С 1635 года главный престол — Вознесения Господня.
В 1652 году построена новая каменная на средства Ф.А. Алябьева.
В 1755—1757 годах церковь Ипатия была возведена заново на средства купца Г. Лапина. Колокольня была построена в 1756 году.
С 1849 года церковь Ипатия передали Антиохийскому подворью, при котором служил архимандрит.

### Советский период
Последним настоятелем подворья был архимандрит Антоний Мубайяр, служивший в церкви до 1929 года.
В мае 1929 года руководители соседнего жилищного товарищества писали в Моссовета, что церковь «расположена против здания ЦК ВКП(б) и своим присутствием только влияет на небольшую часть политически отсталого населения...».
В июле 1929 году Моссовет, «учитывая острую нужду Центрального Дома искусства в деревне имени Поленова в помещении под инструктивный театр и для студентов общежития», передал ему церковь Ипатия в Ипатьевском переулке.
В 1966 году церковь была почти разрушена, а на её месте разбили сквер. От храма оставалась бывшая алтарная апсида, которой пользовались дворники для хранения инвентаря.
В 1967 году уничтожили абсиду. На месте церкви вырыли глубокий котлован под фундамент и построили здание ЦК КПСС. После окончания строительства Ипатьевский переулок был с двух сторон заперт, перегорожен и превращен фактически в тупик.
Антиохийское подворье было вновь открыто в 1948 году при церквах Архангела Гавриила и Фёдора Стратилата в Телеграфном переулке.